# Ctenotus fallens
Ctenotus fallens este o specie de șopârle din genul Ctenotus, familia Scincidae, descrisă de Storr 1974. Conform Catalogue of Life specia Ctenotus fallens nu are subspecii cunoscute.